# Nares-Gletscher
Der Nares-Gletscher ist ein 1 km breiter, glazialer Eisstrom auf der Insel Heard im Indischen Ozean. Er fließt, beiderseits flankiert von felsigen Gebirgskämmen, in nördlicher Richtung zur Corinthian Bay.
Benannt ist er nach George Nares (1831–1915), dem Leiter der Challenger-Expedition (1872–1876).